# Voisin III
Voisin III là một loại máy bay ném bom và cường kích hai chỗ của Pháp trong Chiến tranh thế giới I.

## Biến thể
- Voisin III:
- Voisin LAS:

## Quốc gia sử dụng
Bỉ
- Không quân Bỉ

 Pháp
- Không quân Pháp
- Hải quân Pháp

 Italy
 România
- Không quân Hoàng gia Romania

 Nga
- Không quân Đế quốc Nga

 Ukraina
 Anh Quốc
- Quân đoàn Không quân Hoàng gia
- Cục Không quân Hải quân Hoàng gia

## Tính năng kỹ chiến thuật (Voisin LA)
Dữ liệu lấy từ The Aeroplanes of the Quân đoàn Không quân Hoàng gia (Military Wing) 
Đặc điểm tổng quát
- Kíp lái: 2
- Chiều dài: 9,50 m (31 ft 2 in)
- Sải cánh: 14,74 m (48 ft 4 in)
- Chiều cao: 2,95 m (9 ft 8 in)
- Diện tích cánh: 49,7 m² (534 ft²)
- Trọng lượng rỗng: 950 kg (2.094 lb)
- Trọng lượng có tải: 1.350 kg (2.976 lb)
- Động cơ: 1 × Salmson M.9 kiểu động cơ piston bố trí tròn, làm mát bằng nước, 97 kW (130 hp)

 Hiệu suất bay 
- Vận tốc cực đại: 105 km/h (57 knot, 65 mph) trên mực nước biển
- Tầm bay: 199,5km (124mi)
- Thời gian bay: 4½ h
- Trần bay: 3.500m (11.485ft)
- Lên độ cao 1.000 m (3.300 ft): 12 phút
- Lên độ cao 2.000 m (6.600 ft): 30 phút

Trang bị vũ khí

- Súng: 1× súng máy Lewis .303 in
- Bom: 91 kg (200 lb) bom